# Shades of Deep Purple
Shades of Deep Purple првенац је британског хард рок састава Deep Purple, који излази у јулу 1968. године, а објављује га дискографска кућа 'Parlophone' (Tetragrammaton у САД).
Албум долази на #24 'Billboardove' топ лествице у САД.
У време одржавања њихових првих концерата, песма "Mandrake Root", постаје њихово редовно извођење, где се соло на гитари и клавијатурама свира по петнаестак минута. Слична инструментална извођења, касније су имали и на концертној верзији песме "Space Truckin'". Концертне верзије песама "Space Truckin'" и "Mandrake Root", могу се чути на уживо албуму из 1972. Made in Japan. Нешто више од два минута на почетку песме "Prelude: Happiness", је први део симфоније Николаја Римског-Корсакова Шехерезада.

## Списак песама

##### Страна А
1. "And the Address" (Ричи Блекмор, Џон Лорд) – 4:38
2. "Hush" (Џо Саут) – 4:24
3. "One More Rainy Day" (Род Еванс, Џон Лорд) – 3:40
4. a) "Prelude: Happiness" (Род Еванс, Ричи Блекмор, Ник Симпер, Џон Лорд, Ијан Пејс, Николај Римски-Корсаков[1]) 
 b) "I'm So Glad" (Скип Џеимс) – 7:19

##### Страна Б
1. "Mandrake Root" (Род Еванс, Ричи Блекмор, Џон Лорд) – 6:09
2. "Help!" (Џон Ленон, Пол Макартни) – 6:01
3. "Love Help Me" (Род Еванс, Ричи Блекмор) – 3:49
4. "Hey Joe" (Били Робертс) – 7:33

##### Бонус песме на CD издању из 2000.
1. "Shadows" (Род Еванс, Ричи Блекмор, Ник Симпер, Џон Лорд, Николај Римски-Корсаков) – 3:38
2. "Love Help Me" (инструментална верзија) (Род Еванс, Ричи Блекмор) – 3:29
3. "Help!" (Џон Ленон/Пол Макартни) (алтернативни снимак) - 5:23
4. "Hey Joe" (Били Робертс) (BBC Top Gear session) – 4:05
5. "Hush" (Џо Саут) (уживо на САД ТВ-у) – 3:53

## Извођачи
- Род Еванс - први вокал
- Ричи Блекмор - гитара
- Ник Симпер - бас, пратећи вокали
- Џон Лорд - оргуље, клавијатуре, пратећи вокали
- Ијан Пејс - бубњеви

### Продукција
- Продуцент - Derek Lawrence
- Инжењер - Barry Ainsworth
- Бонус песме снимљене1968. & 1969.
- Дигитални ремастеред- Peter Mew у 'Abbey Road' студију, Лондон
- Посебна захвалност - Bobby, Chris, Dave i Ravel

## Издања по државама
- Уједињено Краљевство, септембар 1968, Parlophone PCS-7055, (1LP)
- Немачка, децембар 1968, Odeon 1c064-04175, (1LP)
- Сједињене Америчке Државе, 1968, Tetragrammoton, T-102 [1LP; другачији омот]
- Канада, 1968, Polydor 543.007, (1LP)
- Француска, март 1969, Odeon PCS-7055, (1LP)
- Јапан, април 1969, Nippon Grammophon/Polydor SMP-1426, [1LP; different cover, gatefold]
- Италија, 1969, Parlophone 3c062-04175, (1LP)
- Сједињене Америчке Државе, 197-, Warner Bros WS-4516, (1LP)
- Немачка, април 1974, Odeon 1c244-04175, [1 музичка касета]
- Уједињено Краљевство, 1977, Harvest Heritage SHSM-2016, (0c054-04175), (1LP)
- Холандија, 1977, Harvest Heritage 5c038-04175, [1LP; омот са сликом летеће гитаре]
- Шведска, 19--, Harvest Heritage/EMI Records 7c054-04175, [1LP; омот са сликом летеће гитаре]
- Шведска, 1985, Scandinavian Music 15-5218, [1LP; део од 13LP бокс]
- Уједињено Краљевство, 1989, EMI Records CDP-7-92407-2, (1CD)
- Канада, 1990?, Jet Records SR6021, (1CD)
- Сједињене Америчке Државе, 1990, Creative Sounds 6021, (1CD)
- Јапан, 199-, WEA Japan 20P2-2601(1CD)
- Немачка, 1993, BMG/Ariola Express (Masters of Rock) 291-039-200, [1CD; другачији распоред песама; преименована песма Hush]
- Европа, октобар 1995, EMI Records 7243-8-35110-2-0, [1CD; део од 3CD бокс]
- Јапан, 1996, Warner Bros WPCR-861, [1CD; ремастеровано]
- Европа, новембар 1997, EMI Records LPCENT 25 (7243-8-21453-1-8), [1LP!]
- Јапан, јуни 1998, Teichiku (Warner Cardboard Jacket Series) TECW-21717, (1CD)
- Немачка, јануар 1999, EMI Records 4983362, [(1CD); ремастеровано; бонус песме]
- Јапан, септембар 1999, Teichiku TECW-21864, (1CD)
- Уједињено Краљевство/ Немачка, фебруар 2000, EMI Records 7243 4 98336 2 3 [(1CD); ремастеровано; бонус песме]
- Јапан, март 2003, Vap VPCK-85320, (1CD)
- Сједињене Америчке Државе, 2006, Tetragrammaton Records T-102, (1LP)
- Русија, 2007, EMI, Gala Records 0946 3928772 7, (1CD)
- Сједињене Америчке Државе, 2007, Tetragrammaton Records T-102, (1LP)
- Јапан, 2008, Victor VICP-64302, (1CD)
- Италија, 2011, Gruppo Editoriale L'Espresso S.p.A., EMI none, 07243 49833623, (1CD)
- Јапан, 2011, Victor VICP-75020, (1CD)
- Јапан, 2014, Victor VICP-75126, (1CD)
- Уједињено Краљевство, 2014, Parlophone PMCR 7055, 2564633757, (1LP)
- Европа, 2014, Parlophone PMCR 7055, (1LP)
- Уједињено Краљевство/ Европа, 2015, Parlophone PMCR 7055, 0825646138357, (1LP)